# Lista de publicações do selo Os Novos 52

Capa de uma história em quadrinhos do Superman nos Novos 52

Em setembro de 2011, a DC Comics relançou toda a sua linha de publicações, designando a nova iniciativa como Os Novos 52 (no original em inglês, The New 52). Com o relançamento da DC, tanto os quadrinhos físicos como os digitais passaram a ser lançados no mesmo dia, e os personagens dos selos WildStorm e Vertigo foram inseridos no novo Universo DC unificado. A DC lançou um total de 93 títulos regulares em diversas "levas" (ou "ondas") até junho de 2015, quando foi interrompida o selo "Os Novos 52" em favor da designação "DC YOU". Para expandir o Universo dos Novos 52, a DC também lançou 22 one-shots (edições especiais), 17 minisséries e 3 maxi-séries.

## Publicações
Inicialmente, as 52 novas séries da "primeira onda" de lançamentos foram organizadas em sete "famílias" diferentes, agrupando personagens ou temas semelhantes. Em maio de 2012, a DC cancelou os títulos do lançamento inicial (que foi apelidado de "Primeira Leva" ou "Primeira Onda") e lançou novos títulos, que se tornariam títulos da "Segunda Leva" ("Segunda Onda"). Uma "Terceira Leva" ("Terceira Onda") começou em setembro de 2012, enquanto os títulos da "Quarta Leva" ("Quarta Onda") foram lançados de janeiro de 2013 a março de 2013. A "Quinta Leva" ("Quinta Onda") de novos títulos ocorreu de maio de 2013 a julho de 2013. A primeira fase dos Novos 52 concluiu em março de 2014, no final de "Vilania Eterna" ("Forever Evil"), com uma nova fase iniciando a partir de abril de 2014. Em junho de 2015, após a minissérie Convergência (Convergence), a DC não usou mais a designação "Os Novos 52" nos seus títulos; no entanto, as histórias tiveram continuidade. 25 títulos publicados antes da saga Convergência continuaram a ser publicados e endossaram a lista que teria ainda 24 novos títulos.

### Séries regulares
| Título original (Título traduzido)                                          | Data de publicação (Edições)                                              | Equipe criativa inicial |
| --------------------------------------------------------------------------- | ------------------------------------------------------------------------- | --- |
| Action Comics                                                               | "Primeira Onda" Setembro de 2011 – Março de 2015 (1–40, 0, mais 3 Anuais) | Roteirista: Grant Morrison Desenhista: Rags Morales Arte-finalista: Rick Bryant                                              |
| All-Star Western (Grandes Astros do Faroeste)                               | "Primeira Onda" Setembro de 2011 – Agosto de 2014 (1–34, 0)               | Roteiristas: Jimmy Palmiotti e Justin Gray Artista: Moritat                                                                  |
| Animal Man (Homem-Animal)                                                   | "Primeira Onda" Setembro de 2011 – Março de 2014 (1–29, 0, mais 2 Anuais) | Roteirista: Jeff Lemire Desenhista: Travel Foreman Arte-finalistas: Dan Green e Travel Foreman                               |
| Aquaman                                                                     | "Primeira Onda" Setembro de 2011 – Março de 2015 (1–40, 0, mais 2 Anuais) | Roteirista: Geoff Johns Desenhista: Ivan Reis Arte-finalista: Joe Prado                                                      |
| Aquaman and the Others (Aquaman e os Outros)                                | "Sétima Onda" Abril de 2014 – Março de 2015 (1–11)                        | Roteirista: Dan Jurgens Artistas: Lan Medina e Ed Tadeo                                                                      |
| Arkham Manor (Mansão Arkham)                                                | "Nona Onda" Outubro de 2014 – Março de 2015 (1–6)                         | Roteirista: Gerry Duggan Artista: Shawn Crystal                                                                              |
| Batgirl                                                                     | "Primeira Onda" Setembro de 2011 – Março de 2015 (1–40, 0, mais 2 Anuais) | Roteirista: Gail Simone Desenhista: Ardian Syaf Arte-finalista: Vicente Cifuentes                                            |
| Batman                                                                      | "Primeira Onda" Setembro de 2011 – Abril de 2015 (1–40, 0, mais 3 Anuais) | Roteirista: Scott Snyder Desenhista: Greg Capullo Arte-finalista: Jonathan Glapion                                           |
| Batman/Superman                                                             | "Quinta Onda" Junho de 2013 – Março de 2015 (1–20, mais 2 Anuais)         | Roteirista: Greg Pak Artista: Jae Lee e Ben Oliver                                                                           |
| Batman: The Dark Knight (O Cavaleiro das Trevas)                            | "Primeira Onda" Setembro de 2011 – Março de 2014 (1–29, 0, mais 1 Anual)  | Roteiristas: David Finch e Paul Jenkins Desenhista: David Finch Arte-finalista: Richard Friend                               |
| Batman & Robin                                                              | "Primeira Onda" Setembro de 2011 – Março de 2015 (1–40, 0, mais 3 Anuais) | Roteirista: Peter J. Tomasi Desenhista: Pat Gleason Arte-finalista: Mick Gray                                                |
| Batman, Incorporated (Corporação Batman)                                    | "Segunda Onda" Maio de 2012 – Julho de 2013 (1–13, 0, mais 1 Especial)    | Roteirista: Grant Morrison Artista: Chris Burnham                                                                            |
| Batwing                                                                     | "Primeira Onda" Setembro de 2011 – Agosto de 2014 (1–34, 0)               | Roteirista: Judd Winick Artista: Ben Oliver                                                                                  |
| Batwoman                                                                    | "Primeira Onda" Setembro de 2011 – Março de 2015 (1–40, 0, mais 1 Anual)  | Roteiristas: J. H. Williams III e W. Haden Blackman Artista: J. H. Williams III                                              |
| Birds of Prey (Aves de Rapina)                                              | "Primeira Onda" Setembro de 2011 – Agosto de 2014 (1–34, 0)               | Roteirista: Duane Swierczynski Artista: Jesús Saíz                                                                           |
| Blackhawks (Falcões Negros)                                                 | "Primeira Onda" Setembro de 2011 – Abril de 2012 (1–8)                    | Roteirista: Mike Costa Artista: Ken Lashley                                                                                  |
| Blue Beetle (Besouro Azul)                                                  | "Primeira Onda" Setembro de 2011 – Janeiro de 2013 (1–16, 0)              | Roteirista: Tony Bedard Desenhista: Ig Guara Arte-finalista: Ruy Jose                                                        |
| Captain Atom (Capitão Átomo)                                                | "Primeira Onda" Setembro de 2011 – Setembro de 2012 (1–12, 0)             | Roteirista: J. T. Krul Artista: Freddie Williams II                                                                          |
| Catwoman (Mulher-Gato)                                                      | "Primeira Onda" Setembro de 2011 – Março de 2015 (1–40, 0, mais 1 Anual)  | Roteirista: Judd Winick Artista: Guillem Março de                                                                            |
| Constantine (Constantine)                                                   | "Quarta Onda" Março de 2013 – Março de 2015 (1–23)                        | Roteiristas: Jeff Lemire e Ray Fawkes Artista: Renato Guedes                                                                 |
| DC Universe Presents (Universo DC Apresenta)                                | "Primeira Onda" Setembro de 2011 – Abril de 2013 (1–19, 0)                | Vários |
| Deathstroke (vol. 2) (Exterminador)                                         | "Primeira Onda" Setembro de 2011 – Maio de 2013 (1–20, 0)                 | Roteirista: Kyle Higgins Desenhista: Joe Bennett Arte-finalista: Art Thibert                                                 |
| Deathstroke (vol. 3) (Exterminador)                                         | "Nona Onda" Outubro de 2014 – Março de 2015 (1–6)                         | Roteirista: Tony Daniel Artistas: Tony Daniel e Sandu Florea                                                                 |
| Demon Knights (Cavaleiros do Demônio)                                       | "Primeira Onda" Setembro de 2011 – Agosto de 2013 (1–23, 0)               | Roteirista: Paul Cornell Desenhista: Diogenes Neves Arte-finalista: Oclair Albert                                            |
| Detective Comics                                                            | "Primeira Onda" Setembro de 2011 – Março de 2015 (1–40, 0, mais 3 Anuais) | Roteirista: Tony S. Daniel Desenhista: Tony S. Daniel Arte-finalista: Ryan Winn                                              |
| Dial H (Disque H)                                                           | "Segunda Onda" Maio de 2012 – Agosto de 2013 (1–15, 0)                    | Roteirista: China Miéville Artista: Mateus Santoluoco                                                                        |
| Earth 2 (Terra 2)                                                           | "Segunda Onda" Maio de 2012 – Março de 2015 (1–32, 0, mais 2 Anuais)      | Roteirista: James Robinson Desenhista: Nicola Scott Arte-finalista: Trevor Scott                                             |
| Frankenstein, Agent of S.H.A.D.E. (Frankenstein, Agente da S.O.M.B.R.A)     | "Primeira Onda" Setembro de 2011 – Janeiro de 2013 (1–16, 0)              | Roteirista: Jeff Lemire Artista: Alberto Ponticelli                                                                          |
| G.I. Combat                                                                 | "Segunda Onda" Maio de 2012 – Dezembro de 2012 (1–7, 0)                   | Roteiristas: J. T. Krul, Justin Gray e Jimmy Palmiotti Artistas: Ariel Olivetti e Dan Panosian                               |
| Gotham Academy (Academia Gotham)                                            | "Nona Onda" Outubro de 2014 – Abril de 2015 (1–6)                         | Roteiristas: Becky Cloonan e Brandon Fletcher Artista: Karl Kerschl                                                          |
| Gotham by Midnight                                                          | "Nona Onda" Novembro de 2014 – Março de 2015 (1–5)                        | Roteiristas: Ray Fawkes Artista: Ben Templesmith                                                                             |
| Grayson                                                                     | "Oitava Onda" Julho de 2014 – Março de 2015 (1–8, mais 1 Anual)           | Roteiristas: Tim Seeley e Tom King Artista: Mikel Janin                                                                      |
| Green Arrow (Arqueiro Verde)                                                | "Primeira Onda" Setembro de 2011 – Março de 2015 (1–40, 0)                | Roteirista: J. T. Krul Artistas: David Baron, Dan Jurgens, George Pérez e Dave Wilkins                                       |
| Green Lantern (Lanterna Verde)                                              | "Primeira Onda" Setembro de 2011 – Março de 2015 (1–40, 0, mais 3 Anuais) | Roteirista: Geoff Johns Desenhista: Doug Mahnke Arte-finalistas: Christian Alamy e Tom Nguyen                                |
| Green Lantern Corps (Tropa dos Lanternas Verdes)                            | "Primeira Onda" Setembro de 2011 – Março de 2015 (1–40, 0, mais 2 Anuais) | Roteirista: Peter Tomasi Desenhista: Fernando Pasarin Arte-finalista: Scott Hanna                                            |
| Green Lantern: New Guardians (Lanterna Verde: Novos Guardiões)              | "Primeira Onda" Setembro de 2011 – Março de 2015 (1–40, 0, mais 2 Anuais) | Roteirista: Tony Bedard Desenhista: Tyler Kirkham Arte-finalista: Batt                                                       |
| Grifter (Bandoleiro)                                                        | "Primeira Onda" Setembro de 2011 – Janeiro de 2013 (1–16, 0)              | Roteirista: Nathan Edmondson Desenhista: CAFU Arte-finalista: Jason Gorder                                                   |
| Harley Quinn (Arlequina)                                                    | "Sexta Onda" Novembro de 2013 – Abril de 2015 (0–16, mais 1 Anual)        | Roteirista: Amanda Conner e Jimmy Palmiotti Artista: Chad Hardin                                                             |
| Hawk & Dove (Rapina e Columba)                                              | "Primeira Onda" Setembro de 2011 – Abril de 2012 (1–8)                    | Roteirista: Sterling Gates Artista: Rob Liefeld                                                                              |
| Infinity Man and the Forever People (Homem-Infinito e o Povo da Eternidade) | "Oitava Onda" Junho de 2014 – Março de 2015 (1–9)                         | Roteiristas: Keith Giffen e Dan DiDio Artistas: Keith Giffen e Scott Koblish                                                 |
| I, Vampire (Eu, o Vampiro)                                                  | "Primeira Onda" Setembro de 2011 – Abril de 2013 (1–19, 0)                | Roteirista: Joshua Hale Fialkov Artista: Andrea Sorrentino                                                                   |
| Justice League (Liga da Justiça)                                            | "Primeira Onda" Agosto de 2011 – Abril de 2015 (1–40, 0)                  | Roteirista: Geoff Johns Desenhista: Jim Lee Arte-finalista: Scott Williams                                                   |
| Justice League Dark (Liga da Justiça Sombria)                               | "Primeira Onda" Setembro de 2011 – Março de 2015 (1–40, 0, mais 2 Anuais) | Roteirista: Peter Milligan Artista: Mikel Janin                                                                              |
| Justice League 3000 (Liga da Justiça 3000)                                  | "Sexta Onda" Dezembro de 2013 – Março de 2015 (1–15)                      | Roteirista: Keith Giffen e JM DeMatteis Artista: Howard Porter                                                               |
| Justice League International (Liga da Justiça Internacional)                | "Primeira Onda" Setembro de 2011 – Agosto de 2012 (1–12, mais 1 Anual)    | Roteirista: Dan Jurgens Desenhista: Aaron Lopresti Arte-finalista: Matt Ryan                                                 |
| Justice League of America's Vibe (Vibro)                                    | "Quarta Onda" Fevereiro de 2013 – Dezembro de 2013 (1–10)                 | Roteiristas: Andrew Kreisberg e Geoff Johns Artista: Pete Woods                                                              |
| Justice League of America (Liga da Justiça da América)                      | "Quarta Onda" Fevereiro de 2013 – Maio de 2014 (1–14)                     | Roteirista: Geoff Johns Artista: David Finch                                                                                 |
| Justice League United (Liga da Justiça Unida)                               | "Sétima Onda" Abril de 2014 – Março de 2015 (0–10, mais 1 Anual)          | Roteirista: Jeff Lemire Artista: Mike McKone                                                                                 |
| Katana                                                                      | "Quarta Onda" Fevereiro de 2013 – Dezembro de 2013 (1–10)                 | Roteirista: Ann Nocenti Artista: Alex Sanchez                                                                                |
| Klarion                                                                     | "Nona Onda" Outubro de 2014 – Março de 2015 (1–6)                         | Roteirista: Ann Nocenti Artista: Trevor McCarthy                                                                             |
| Larfleeze (Agente Laranja)                                                  | "Quinta Onda" Junho de 2013 – Junho de 2014 (1–12)                        | Roteiristas: Keith Giffen e J.M. DeMatteis Artista: Scott Kollins                                                            |
| Legion Lost (Legião Perdida)                                                | "Primeira Onda" Setembro de 2011 – Janeiro de 2013 (1–16, 0)              | Roteirista: Fabian Nicieza Artista: Pete Woods                                                                               |
| Legion of Super-Heroes (Legião dos Super-Heróis)                            | "Primeira Onda" Setembro de 2011 – Agosto de 2013 (1–23, 0)               | Roteirista: Paul Levitz Artista: Francis Portela                                                                             |
| Lobo                                                                        | "Nona Onda" Outubro de 2014 – Março de 2015 (1–6)                         | Roteirista: Cullen Bunn Artista: Reilly Brown                                                                                |
| Men of War (Homens da Guerra)                                               | "Primeira Onda" Setembro de 2011 – Abril de 2012 (1–8)                    | Roteiristas: Jonathan Vankin e Ivan Brandon Artistas: Tom Derenick e Phil Winslade                                           |
| Mister Terrific (Senhor Incrível)                                           | "Primeira Onda" Setembro de 2011 – Abril de 2012 (1–8)                    | Roteirista: Eric Wallace Desenhista: Gianluca Gugliotta Arte-finalista: Wayne Faucher                                        |
| New Suicide Squad (Novo Esquadrão Suicida)                                  | "Oitava Onda" Julho de 2014 – Março de 2015 (1–8)                         | Roteirista: Sean Ryan Artista: Jeremy Roberts                                                                                |
| Nightwing (Asa Noturna)                                                     | "Primeira Onda" Setembro de 2011 – Maio de 2014 (1–30, 0, mais 1 Anual)   | Roteirista: Kyle Higgins Desenhista: Eddy Barrows Arte-finalista: JP Maio deer                                               |
| O.M.A.C.                                                                    | "Primeira Onda" Setembro de 2011 – Abril de 2012 (1–8)                    | Roteiristas: Keith Giffen e Dan DiDio Desenhista: Keith Giffen Arte-finalista: Scott Koblish                                 |
| Red Hood and the Outlaws (Capuz Vermelho e os Foragidos)                    | "Primeira Onda" Setembro de 2011 – Março de 2015 (1–40, 0, mais 2 Anuais) | Roteirista: Scott Lobdell Artista: Kenneth Rocafort                                                                          |
| Red Lanterns (Lanternas Vermelhos)                                          | "Primeira Onda" Setembro de 2011 – Março de 2015 (1–40, 0, mais 1 Anual)  | Roteirista: Peter Milligan Desenhista: Ed Benes Arte-finalista: Rob Hunter                                                   |
| Resurrection Man (Ressurreição)                                             | "Primeira Onda" Setembro de 2011 – Setembro de 2012 (1–12, 0)             | Roteiristas: Dan Abnett e Andy Lanning Artista: Fernando Dagnino                                                             |
| Secret Origins (Origens Secretas)                                           | "Sétima Onda" Abril de 2014 – Março de 2015 (1–11)                        | Vários |
| Secret Six (Sexteto Secreto)                                                | "Nona Onda" Dezembro de 2014 – Fevereiro de 2015 (1–2)                    | Roteirista: Gail Simone Artista: Ken Lashley                                                                                 |
| Sinestro                                                                    | "Sétima Onda" Abril de 2014 – Março de 2015 (1–11, mais 1 Anual)          | Roteirista: Cullen Bunn Artista: Dale Eaglesham                                                                              |
| Star-Spangled War Stories Featuring G.I. Zombie                             | "Oitava Onda" Julho de 2014 – Março de 2015 (1–8)                         | Roteiristas: Jimmy Palmiotti e Justin Gray Artista: Scott Hampton                                                            |
| Static Shock (Super-Choque)                                                 | "Primeira Onda" Setembro de 2011 – Abril de 2012 (1–8)                    | Roteiristas: Scott McDaniel e John Rozum Desenhista: Scott McDaniel Arte-finalistas: Jonathan Glapion e LaMonte L. Underwood |
| Stormwatch                                                                  | "Primeira Onda" Setembro de 2011 – Abril de 2014 (1–30, 0)                | Roteirista: Paul Cornell Artista: Miguel A. Sepulveda                                                                        |
| Suicide Squad (Esquadrão Suicida)                                           | "Primeira Onda" Setembro de 2011 – Maio de 2014 (1–30, 0)                 | Roteirista: Adam Glass Desenhistas: Federico Dallocchio e Ransom Getty Arte-finalistas: Scott Hanna e Federico Dallocchio    |
| Superboy                                                                    | "Primeira Onda" Setembro de 2011 – Agosto de 2014 (1–34, 0, mais 1 Anual) | Roteirista: Scott Lobdell Desenhista: R. B. Silva Arte-finalista: Robeiro Leandro da Silva                                   |
| Supergirl                                                                   | "Primeira Onda" Setembro de 2011 – Março de 2015 (1–40, 0)                | Roteiristas: Michael Green e Mike Johnson Desenhista: Mahmud Asrar Arte-finalistas: Dan Green e Mahmud Asrar                 |
| Superman                                                                    | "Primeira Onda" Setembro de 2011 – Abril de 2015 (1–40, 0, mais 2 Anuais) | Roteirista: George Pérez Desenhistas: Jesús Merino e George Pérez Arte-finalista: Jesús Merino                               |
| Superman/Wonder Woman (Superman/Mulher-Maravilha)                           | "Sexta Onda" Outubro de 2013 – Abril de 2015 (1–17, mais 1 Anual)         | Roteirista: Charles Soule Artista: Tony Daniel e Batt                                                                        |
| Superman Unchained (Superman Sem Limites)                                   | "Quinta Onda" Junho de 2013 – Outubro de 2014 (1–9)                       | Roteirista: Scott Snyder Artista: Jim Lee, Scott Williams e Dustin Nguyen                                                    |
| Swamp Thing (Monstro do Pântano)                                            | "Primeira Onda" Setembro de 2011 – Março de 2015 (1–40, 0, mais 3 Anuais) | Roteirista: Scott Snyder Artista: Yanick Paquette                                                                            |
| Sword of Sorcery                                                            | "Terceira Onda" Setembro de 2012 – Maio de 2013 (0–8)                     | Roteiristas: Christy Marx e Tony Bedard Artistas: Aaron Lopresti e Jesús Saíz                                                |
| Talon (Garra)                                                               | "Terceira Onda" Setembro de 2012 – Março de 2014 (0–17)                   | Roteiristas: Scott Snyder e James Tynion IV Artista: Guillem Março de                                                        |
| Team 7 (Time 7)                                                             | "Terceira Onda" Setembro de 2012 – Maio de 2013 (0–8)                     | Roteirista: Justin Jordan Artista: Jesús Merino                                                                              |
| Teen Titans (vol. 4) (Jovens Titãs)                                         | "Primeira Onda" Setembro de 2011 – Abril de 2014 (1–30, 0, mais 3 Anuais) | Roteirista: Scott Lobdell Desenhista: Brett Booth Arte-finalista: Norm Rapmund                                               |
| Teen Titans (vol. 5) (Jovens Titãs)                                         | "Oitava Onda" Julho de 2014 – Março de 2015 (1–8, mais 1 Anual)           | Roteirista: Will Pfeifer Artista: Kenneth Rocafort                                                                           |
| The Flash (Flash)                                                           | "Primeira Onda" Setembro de 2011 – Março de 2015 (1–40, 0, mais 3 Anuais) | Roteiristas: Brian Buccelato e Francis Manapul Artista: Francis Manapul                                                      |
| The Fury of Firestorm: The Nuclear Men (Nuclear)                            | "Primeira Onda" Setembro de 2011 – Maio de 2013 (1–20, 0)                 | Roteiristas: Gail Simone e Ethan Van Sciver Artista: Yıldıray Çınar                                                          |
| The Green Team: Teen Trillionaires                                          | "Quinta Onda" Maio de 2013 – Janeiro de 2014 (1–8)                        | Roteiristas: Art Baltazar e Franco Aureliani Artista: Ig Guara                                                               |
| The Movement                                                                | "Quinta Onda" Maio de 2013 – Maio de 2014 (1–12)                          | Roteirista: Gail Simone Artista: Freddie Williams II                                                                         |
| The Ravagers (Devastadores)                                                 | "Segunda Onda" Maio de 2012 – Maio de 2013 (1–12, 0)                      | Roteirista: Howard Mackie Artistas: Ian Churchill e Norm Rapmund                                                             |
| The Savage Hawkman (Gavião Negro)                                           | "Primeira Onda" Setembro de 2011 – Maio de 2013 (1–20, 0)                 | Roteirista: Tony Daniel Artista: Philip Tan                                                                                  |
| Threshold                                                                   | "Quarta Onda" Janeiro de 2013 – Agosto de 2013 (1–8)                      | Roteirista: Keith Giffen Artistas: Tom Raney e Scott Kolins                                                                  |
| Trinity of Sin (Trindade do Pecado)                                         | "Nona Onda" Outubro de 2014 – Março de 2015 (1–6)                         | Roteirista: J.M. DeMatteis Artista: Yvel Guichet                                                                             |
| Trinity of Sin: Pandora (Pandora)                                           | "Quinta Onda" Julho de 2013 – Agosto de 2014 (1–14)                       | Roteirista: Ray Fawkes Artista: Daniel Sampere, Vicente Cifuentes e Patrick Zircher                                          |
| Trinity of Sin: The Phantom Stranger (Vingador Fantasma)                    | "Terceira Onda" Setembro de 2012 – Agosto de 2014 (0–22)                  | Roteirista: Dan DiDio Artistas: Brent Anderson e Scott Hanna                                                                 |
| Voodoo (Vodu)                                                               | "Primeira Onda" Setembro de 2011 – Setembro de 2012 (1–12, 0)             | Roteirista: Ron Marz Artista: Sami Basri                                                                                     |
| Wonder Woman (Mulher-Maravilha)                                             | "Primeira Onda" Setembro de 2011 – Abril de 2015 (1–40, 0)                | Roteirista: Brian Azzarello Artista: Cliff Chiang                                                                            |
| Worlds' Finest (Melhores do Mundo)                                          | "Segunda Onda" Maio de 2012 – Março de 2015 (1–32, 0, mais 1 Anual)       | Roteirista: Paul Levitz Artistas: George Pérez e Kevin Maguire                                                               |

### Minisséries
| Título original (Título traduzido)                                      | Data de publicação (Edições)              | Equipe criativa inicial |
| ----------------------------------------------------------------------- | ----------------------------------------- | --- |
| Damian: Son of Batman (Damian: Filho do Morcego)                        | Outubro de 2013 – Janeiro de 2014 (1–4)   | Andy Kubert |
| Convergence (Convergência)                                              | Abril de 2015 – Maio de 2015 (0–8)        | Roteirista: Jeff King Artistas: Carlo Pagulayan, Jason Paz e Stephen Segovia                                                              |
| Forever Evil (Vilania Eterna)                                           | Setembro de 2013 – Maio de 2014 (1–7)     | Roteirista: Geoff Johns Artista: David Finch                                                                                              |
| Forever Evil: A.R.G.U.S. (Vilania Eterna: A.R.G.U.S.)                   | Outubro de 2013 – Março de 2014 (1–6)     | Roteirista: Sterling Gates Desenhistas: Philip Tan, Neil Edwards e Javier Pena Arte-finalistas: Jason Paz, Jay Leisten e Javier Pena      |
| Forever Evil: Arkham War (Vilania Eterna: Guerra Arkham)                | Outubro de 2013 – Março de 2014 (1–6)     | Roteirista: Peter J. Tomasi Desenhista: Scot Eaton Arte-finalista: Jaime Mendoza                                                          |
| Forever Evil: Rogues Rebellion (Vilania Eterna: A Rebelião dos Vilões!) | Outubro de 2013 – Março de 2014 (1–6)     | Roteirista: Brian Buccellato Artistas: Patrick Zircher e Scott Hepburn                                                                    |
| Human Bomb (Bomba Humana)                                               | Dezembro de 2012 – Março de 2013 (1–4)    | Roteiristas: Justin Gray e Jimmy Palmiotti Artista: Jerry Ordway                                                                          |
| Huntress (Caçadora)                                                     | Outubro de 2011 – Março de 2012 (1–6)     | Roteirista: Paul Levitz Artistas: Marcus To e John Dell                                                                                   |
| Legion: Secret Origin (Legião: Origens Secretas)                        | Outubro de 2011 – Março de 2012 (1–6)     | Roteirista: Paul Levitz Artistas: Chris Batista e Marc Deering                                                                            |
| My Greatest Adventure                                                   | Outubro de 2011 – Março de 2012 (1–6)     | Roteiristas: Aaron Lopresti, Kevin Maguire e Matt Kindt Artistas: Aaron Lopresti, Kevin Maguire, Matt Ryan e Scott Kolins                 |
| National Comics                                                         | Julho de 2012 – Outubro de 2012           | Vários |
| Night Force                                                             | Março de 2012 – Setembro de 2012 (1–7)    | Roteirista: Marv Wolfman Artista: Tom Mandrake                                                                                            |
| Penguin: Pain and Prejudice                                             | Outubro de 2011 – Fevereiro de 2012 (1–5) | Roteirista: Gregg Hurwitz Artista: Szymon Kudranski                                                                                       |
| Phantom Lady and Doll Man (Lady Fantasma e Doll Man)                    | Agosto de 2012 – Novembro de 2012 (1–4)   | Roteiristas: Justin Gray e Jimmy Palmiotti Artistas: Cat Staggs e Rich Perotta                                                            |
| The Ray (Ray)                                                           | Dezembro de 2011 – Março de 2012 (1–4)    | Roteiristas: Jimmy Palmiotti e Justin Gray Artista: Jamal Igle                                                                            |
| The Multiversity (Multiverso DC)                                        | Agosto de 2014 – Abril de 2015            | Roteirista: Grant Morrison Artistas: Ivan Reis, Joe Prado, Chris Sprouse, Karl Story, Ben Oliver, Frank Quitely, Cameron Stewart e outros |
| The Shade (Penumbra)                                                    | Outubro de 2011 – Setembro de 2012 (1–12) | Roteirista: James Robinson Artista: Cully Hamner                                                                                          |

### Maxi-séries
| Título original (Título traduzido)                    | Data de publicação (Edições)           | Equipe criativa inicial |
| ----------------------------------------------------- | -------------------------------------- | --- |
| Batman Eternal (Batman Eterno)                        | Abril de 2014 – Abril de 2015 (1–52)   | Roteiristas: Scott Snyder, James Tynion IV, John Layman, Ray Fawkes e Tim Seeley Artistas: Jason Fabok e Dustin Nguyen                                                                            |
| The New 52: Futures End (Os Novos 52: Fim dos Tempos) | Maio de 2014 – Abril de 2015 (0–48)    | Roteiristas: Jeff Lemire, Keith Giffen, Brian Azzarello e Dan Jurgens Artistas: Ethan Van Sciver, Patrick Zircher, Jesus Merino, Dan Green, Dan Jurgens, Mark Irwin, Aaron Lopresti e Art Thibert |
| Earth 2: World's End (Terra 2: Fim dos Mundos)        | Outubro de 2014 – Abril de 2015 (1–26) | Roteiristas: Daniel H. Wilson, Marguerite Bennet e Mike Johnson Artistas: Adrian Syaf, Eddy Barrows, Jorge Jimenez, Stephen Segovia, Paulo Siqeira, Tyler Kirkham e Ed Benes                      |